# Пете (Белуно)
Пете (итал. Pette) је насеље у Италији у округу Белуно, региону Венето.
Према процени из 2011. у насељу је живело 16 становника. Насеље се налази на надморској висини од 1099 м.